# Lina Medina
Lina Marcela Medina de Jurado (Ticrapo, 27 de setembro de 1933) é uma peruana e a mãe mais jovem já confirmada na história da medicina. Teve um filho aos cinco anos, sete meses e 21 dias de idade. Além disso, a menina ficou conhecida por também nunca revelar o nome do pai da criança e também por passar sua vida em pobreza, sem qualquer assistência do governo peruano. Casou-se em 1972 e chegou a ter outro  filho aos 38 anos de idade. Hoje vive em um bairro pobre em Lima. Era uma dentre nove filhos.
Existem algumas controvérsias quanto o local e a data exata de nascimento de Lina. Alguns afirmam ter sido em Antacancha ou Ticrapo, além de Pauranga. Porém, todas essas cidades se localizam na Região de Huancavelica. Quanto à data, alguns afirmam que poderia ter sido em 23 de Setembro.

## Gravidez precoce

Lina Medina, com o médico e o filho

Ao perceber o aumento anormal do tamanho do abdômen de sua filha, Tiburcio Medina recorreu a curandeiros da vila local para resolver o problema. Porém, os xamãs da vila descartaram que houvesse superstições da localidade (como uma em que uma cobra, Apu, vai crescendo dentro da pessoa até matá-la), então recomendaram aos pais que a levassem para o hospital da cidade de Pisco. Na época, os pais pensaram em se tratar de um tumor, mas seus médicos determinaram que se tratava de uma gravidez de sete meses. Dr. Gerardo Lozada a levou para Lima, capital do Peru, para que outros especialistas confirmassem a gravidez antes da cirurgia. Um mês e meio depois, em 14 de maio de 1939 (era comemorado o Dia das Mães no Peru), ela deu à luz um menino por cesariana, feita necessariamente, já que sua pélvis era muito pequena. A cirurgia foi feita pelo Dr. Lozada e pelo Dr. Busalleu, com o Dr. Colretta providenciando a anestesia.
Esse caso foi reportado em detalhe pelo Dr. Edmundo Escomel para  La Presse Medicale, junto com os detalhes adicionais de que sua menarca teria ocorrido aos 8 meses de idade e seus seios proeminentes começarem a ser desenvolvidos aos 4 anos. Aos 5 anos, sua aparência demonstrava alargamento pélvico e maturação óssea avançada.
Seu filho nasceu com 2,7 quilogramas e recebeu o nome de Gerardo, em homenagem ao médico que realizou a operação. Apesar de fisicamente amadurecida, Lina preferia brincar com bonecas do que cuidar de seu filho, que recebia alimentação de uma enfermeira. Gerardo foi criado pelo irmão de Lina e levado a acreditar que Lina era sua irmã, mas aos dez anos descobriu que na verdade se tratava de sua mãe depois de ser ridicularizado na escola. Ele cresceu saudavelmente e morreu em 1979 aos 40 anos de uma doença na medula óssea. Nunca foi confirmada qualquer relação entre a doença e seu nascimento de uma mãe tão precoce.
O mistério da história não se trata na precocidade de Lina, já que isso pode ser explicado como desequilíbrio hormonal, mas sim quem seria o pai da criança, pois a peruana nunca revelou o segredo e se nega a falar do assunto até hoje, chegando a recusar uma entrevista com a Reuters em 2002. Seu pai chegou a ser preso após o nascimento do filho, acusado de incesto, mas foi libertado após alguns dias por ausência de provas para incriminá-lo. As suspeitas recaíram então em um irmão de Lina que era deficiente mental.
No Peru, muitas vezes a garota era associada com a Virgem Maria, que havia concebido um filho sem o pecado original, por obra do Espírito Santo. Algumas pessoas da região acreditam até hoje que Geraldo é filho do deus Sol.

## Pobreza
Após o nascimento, policiais, médicos e uma equipe de filmagem chegaram à vila para reportar o ocorrido. Muitas pessoas quiseram auxiliá-la, chegando a existir uma oferta de 5 mil dólares de um empresário da América do Norte. Uma oferta maior veio de Nova Iorque: mil dólares por semana, mais despesas, para que Lina e o filho fossem colocados em exposição na Feira Mundial da cidade. A única proposta aceita pela família foi a de um empresário dos Estados Unidos para que a mãe e o bebê fossem aos EUA para que cientistas analisassem o caso. A oferta incluía o conforto financeiro vitalício dos dois. Em poucos dias, o Estado peruano proibiu todas as ofertas anteriores, alegando que Lina e o filho estavam em "perigo moral", e chegou a criar uma comissão para protegê-los. Mas após seis meses o governo os abandonou.
Lina permaneceu no hospital por onze meses e só pôde voltar para a família após o início de procedimentos legais que levaram a Corte Suprema a permitir sua convivência com os pais. Alguns anos depois, o Estado expropriou Lina e destruiu sua casa, onde hoje existe uma estrada. Hoje ela espera que o governo lhe dê o equivalente a uma propriedade, para compensar a casa já perdida. Segundo o atual marido de Lina, o imóvel valia cerca de 25 mil dólares. Caso conseguisse a moradia, Lina encerraria uma longa batalha judicial.
Em 1972, a mãe mais jovem do mundo se casa, pela primeira vez, com Raúl Jurado e no mesmo ano, aos 38 anos, tem seu segundo filho, que vive no México. Atualmente vive no caminho de um beco escuro parcialmente interditado por placas de madeira em um bairro pobre e com alto índice de criminalidade na capital peruana de Lima, conhecido na localidade como o ‘‘paraíso dos ladrões’’ e "Chicago Chico" (‘‘Pequena Chicago’’), em alusão à cidade estadunidense Chicago.
Alguns consideram que a falta de ajuda do governo peruano possa ser explicada por puro preconceito, já que em outros países Lina receberia total apoio do Estado. O obstetra José Sandoval, autor de Mãe aos Cinco Anos, luta desde os seus tempos de estudante para uma pensão vitalícia para Lina. Desde 2002 ele já conseguiu acelerar os processos e já chegou a levar o caso para a primeira-dama Eliane Karp.

### Em português
- A incrível história de Lina Medina - em Correio Braziliense

### Em inglês
- Seis décadas depois, a mãe mais jovem do mundo precisa de ajuda
- A mãe mais jovem do mundo

### Em espanhol
- Mãe mais jovem do mundo